# 小林愛実
小林 愛実（こばやし あいみ、1995年9月23日 - ）は、日本のピアニスト。山口県宇部市（旧・厚狭郡楠町）出身。

## 略歴
3歳からピアノを始め、7歳でオーケストラと共演。8歳より二宮裕子に師事。
2007年、桐朋学園大学音楽学部附属子供のための音楽教室「仙川教室」に特待生として入室。
2008年から2009年にかけて東京倶楽部特別助成金を受けた。
2011年4月より、桐朋女子高等学校音楽科（男女共学）に全額奨学金特待生として入学。
2013年9月より、米国カーティス音楽院に留学し劉孟捷に師事。
県よりメダル栄光の文化賞を3度にわたって受けた。
2023年1月1日、ピアニストの反田恭平との結婚と自身の妊娠を発表した。同年8月4日に第1子出産を発表した。

## 受賞歴
- 2001年 - 2004年、ピティナ・ピアノコンペティションに4年連続で全国決勝大会に出場
- 2004年 - 8歳の時のピティナ・ピアノコンペティションJr.、G級（高校1年生以下）全国決勝大会第1位
- 2004年 - ショパン国際ピアノコンクールin ASIAアジア大会にて第1位金賞
- 2005年 - 10歳で全日本学生音楽コンクール全国決勝大会・小学校の部にて第1位
- 2009年 - アジア太平洋国際ショパンピアノコンクール（韓国）でJr部門優勝
- 2011年 - 第12回ショパン国際ピアノコンクールin ASIAのコンチェルトC部門において、金賞およびコンチェルト賞
- 2011年 - 第5回福田靖子賞
- 2012年 - ジーナ・バッカウアー国際ピアノコンクールのヤングアーティスト部門第3位[4][5]
- 2015年 - ショパン国際ピアノコンクールDistinction
- 2021年 - ショパン国際ピアノコンクール第4位

## ディスコグラフィー

### アルバム
- 小林愛実Debut!（2010年2月10日）TOCE-56277
  - CD
1. バッハ：パルティータ (バッハ)第2番ハ短調 BWV826よりシンフォニア
2 - 4. ベートーヴェン：ピアノ・ソナタ第21番ハ長調 作品53「ワルトシュタイン」
5. ショパン：スケルツォ第1番 ロ短調 作品20
6. ショパン：スケルツォ第2番変ロ短調 作品31
7. ショパン：ノクターン第20番嬰ハ短調 遺作
  - DVD
1. ショパン:エチュード嬰ハ短調作品10-4
2. ショパン:マズルカ第41番嬰ハ短調作品63-3
3. ショパン:スケルツォ第1番ロ短調 作品20
- 熱情（2011年3月9日）TOCE-90184
1 - 3. ベートーベン：ピアノ･ソナタ第8番ハ短調 作品13「悲愴」
4 - 6. ベートーベン：ピアノ･ソナタ第23番ヘ短調 作品57「熱情」
7 - 19. シューマン：子供の情景 作品15
- ニュー・ステージ~リスト&ショパンを弾く（2018年4月6日）
1 - 4. ショパン：ピアノ・ソナタ 第2番 変ロ短調 作品35 「葬送」
5 - 8. リスト：巡礼の年 第2年 「イタリア」
9. リスト：愛の夢 第3番 変イ長調 S541-3

## 出演

### 映画
- ネムリユスリカ-Sleep（2011年11月19日公開、スーパーサウルス）瑞樹 役
- 夏の祈り[6]（2012年）ピアノ演奏

### その他
- 名探偵コナン ピアノソナタ『月光』殺人事件（2021年） - 劇中の猫踏んじゃった及び月光ソナタの演奏